# Rimuš
Rimuš je bil drugi kralj Akadskega cesarstva, ki je vladal od 2283 do 2274 pr. n. št. (srednja kronologija) oziroma od 2219 do 2210 pr. n. št. (kratka kronologija).
Bil je sin kralja Sargona Akadskega in kraljice Tašlultum in stric Naram-Sina Akadskega. Nasledil ga je brat Maništušu.
Iz njegovih napisov je razvidno, da se je soočil s splošnim uporom, katerega je uspešno zatrl. Zmagal je tudi na nekaj vojnih pohodih proti Elamu in  Marhašiju. Njegove votivne darove so odkrili v templjih v več mezopotamskih mestih.
Po Seznamu sumerskih kraljev je vladal devet let. Različni prepisi omenjajo tudi sedem ali petnajst let. Ohranilo se je samo eno po njem imenovano (neznano) leto: Leto, v katerem je bil uničen Adab. 

## Sklic
1. ↑  Who's Who in the Ancient Near East.  Gwendolyn, str. 137

## Vir
- S.N. Kramer. The Sumerians: Their History, Culture and Character.  Chicago, 1963

| Vladarski nazivi             | Vladarski nazivi                                              | Vladarski nazivi     |
| ---------------------------- | ------------------------------------------------------------- | -------------------- |
| Predhodnik: Sargon Akadski   | Kralj Akadskega cesarstva okoli 2214 - 2206 pr. n. št.        | Naslednik: Maništušu |
| Predhodnik: Sargon Akadski   | Kralj Kiša, Uruka, Lagaša in Ume okoli 2214 - 2206 pr. n. št. | Naslednik: Maništušu |
| Predhodnik: Luh-išan Avanski | Vladar Elama okoli 2214 - 2206 pr. n. št.                     | Naslednik: Maništušu |